# Wish I Had an Angel
Singles de Nightwish
Nemo
(2004) Kuolema tekee taiteilijan
(2004)
Wish I Had An Angel est un single et second extrait de l'album Once du groupe Nightwish. Il est sorti en septembre 2004 et a été composé par Tuomas Holopainen.